# Hoaxmap
Hoaxmap – Neues aus der Gerüchteküche (zu englisch Hoax, auf Deutsch ‚Falschmeldungskarte‘ oder ‚Gerüchtekarte‘) ist ein Projekt in Eigeninitiative der studierten Ethnologin der Afrikanistik Karolin Schwarz aus Leipzig. Die Webseite hoaxmap.org ist seit 8. Februar 2016 online und sammelt mutmaßliche Falschmeldungen im Kontext der Flüchtlingskrise in Europa ab 2015 mit Ursprungs- oder Bezugsort samt „Auflösungen“ auf Basis „etablierter Medien“.
Die Webseite entstand als Reaktion zu Internet-Informationen in Deutschland. Absicht der Webseite ist laut der Urheberin, „eine Ordnung in die Vielzahl gestreuter Gerüchte zu bringen und die Dekonstruktion selbiger zu erleichtern.“ Die meisten der Falschmeldungen und Gerüchte beziehen sich auf Flüchtlinge, auch indirekter über „Menschen mit ‘südländischem Aussehen’ oder ‘nichtdeutschem Akzent’“. Aufgenommen werden zudem solche über „angebliche Straftaten oder Repressionsmaßnahmen gegen TeilnehmerInnen rassistischer Demonstrationen“.
| Anzahl | Datum             |
| ------ | ----------------- |
| 177    | 8. Februar 2016   |
| 231    | 15. Februar 2016  |
| 264    | 24. Februar 2016  |
| 317    | 11. März 2016     |
| 330    | 31. März 2016     |
| 358    | 13. April 2016    |
| 372    | 2. Mai 2016       |
| 401    | 25. Juni 2016     |
| 428    | 6. Oktober 2016   |
| 469    | 19. April 2017    |
| 484    | 15. August 2017   |
| 492    | 9. September 2018 |

Zeitungen und Rundfunk aus Deutschland und Österreich, aber auch internationale Medien  etwa aus Australien, Kanada, Arabien, der USA,  berichteten über die Webseite. Eine positive Meldung aus der Politik kam beispielsweise auch vom deutschen Justizminister. Im April 2016 wurde Hoaxmap für den Grimme Online Award nominiert.
Neben überwiegend positiven Rückmeldungen erhält Schwarz inzwischen auch subtile Drohungen von der politischen Rechten.
2018 brachen die Meldungen in der Lokalpresse ein, worauf Hoaxmap weniger Gerüchte als widerlegt listen konnte. Der bislang letzte Eintrag datiert aus dem Februar 2019.